# Zoran Milivojević
Zoran Milivojević (Beograd, 1. decembar 1957) srpski je psihoterapeut, pisac i aktivista.

## Biografija
Roditelji su mu bili Milivoje (direktor fotografije i umetnik) i Marija, dok mu je mlađi brat od strica srpski glumac Boris Milivojević.
Tokom studija pokrenuo je Multignosis - grupu za multidisciplinarni pristup mozgu, mišljenju i ponašanju, kao i Algrenu - alternativnu grupu za resocijalizaciju narkomana. Bio je predsednik Centra za naučni i istraživački rad studenata Medicinskog fakulteta u Beogradu. Nagrađen je Oktobarskom nagradom grada Beograda za studente za "sistematsku stručnu i naučnu aktivnost". Sredinom osamdesetih je predvodio "pobunu" studenata i omladinaca čiji je pritisak na javno mnjenje doveo do toga da u okviru Kliničko-bolničkog centra Dragiša Mišović bude izgrađena Specijalna bolnica za prevenciju i lečenje bolesti zavisnosti.
Po diplomiranju uključio se u trening za psihoterapeuta u okviru transakcione analize, 1989. godine je stekao međunarodni naziv Sertifikovani transakcioni analitičar u psihoterapiji (-{Certified Transactional Analyst in Psychohterapy}-) od strane Međunarodnog udruženja za transakcionu analizu (-{International Transactional Analysis Association, San Francisco}-). 2001. Prvi u istočnoj Evropi je 2001. godine stekao naziv stalnog zvaničnog Edukatora i supervizora za transakcionu analizu (-{Teaching and Supervizing Transactional Analyst in Psychotherapy}-). Od strane Međunarodne akademije za transakcionu analizu je dobio naziv Profesor transakcione analize.
Na privatnom Univerzitetu Sigmund Frojd u Beču je odslušao trogodišnji program doktorskih studija za zvanje Ph.D., doktora nauka, ali doktorsku disertaciju nije napisao.
Posvećen je razvoju transakcione analize u regionu: Srbija, Hrvatska, Bosna i Hercegovina, Slovenija i Crna Gora. Predsednik je TA centra - asocijacije transakcionih analitičara Srbije. Od 2009. godine je predsednik Saveza psihoterapeuta Srbije (ranije Saveza društava psihoterapeuta Srbije) koji okuplja 26 udruženja psihoterapeuta. Stručni je direktor Psihopolis instituta iz Novog Sada. Počasni je član PPL - Profesionalne psihoterapijske lige Ruske Federacije.
Međunarodni je predavač koji je imao predavanja, radionice ili na drugi način prezentirao na brojnim međunarodnim kongresima, seminarima i simpozijumima uglavnom u evropskim zemljama, ali na drugim kontinentima. Kao pozvani predavač, plenarni predavač, izlagao je na tri svetska kongresa posvećena psihoterapiji i mentalnom zdravlju.
Živi i radi u Novom Sadu i Ljubljani.

## Teorija emocija
Ljudska osećajnost je u fokusu Milivojevićevog istraživanja, tako da mu je i prva knjiga posvećena ovoj temi. Stvorio je originalnu teoriju emocija "Model kružne emocionalne reakcije", što se smatra velikim doprinosom ovoj oblasti. Njegova knjiga "Emocije" se koristi kao udžbenik na 16 fakulteta u regionu, a prevedena je na Slovenački i Hrvatski. U svojim javnim nastupima i tekstovima koje piše za novine promoviše koncepte emocionalne pismenosti i emocionalne inteligencije.

#### Socijalna psihoterapija
Utemeljivač je socijalne psihoterapije, čija je suština korišćenje masovnih medija za upućivanje "terapijskih poruka" zainteresovanom delu javnosti. O socijalnoj psihoterapiji je kao plenarni predavač govorio na svetskim i domaćim kongresima psihoterapeuta.
U nekoliko knjiga: Uloviti ljubav, Psihologike svakodnevnog života, Psihologičkim spisima i Roditeljovanje – o optimalnom vaspitanju sabrao је tekstove koje je godinama objavljivao u "Politici".

### Ljubav + disciplina = optimalno vaspitanje
Milivojević je preko dvadeset i pet godina imao funkciju spoljašnjeg stručnog supervizora u različitim slovenačkim zavodima, školama i ustanovama koje se bave vaspitanjem i prevaspitanjem dece i mladih. Razvio je "mercedes model" koji je opisan u knjizi Mala knjiga za velike roditelje (2004), a u kome se može prepoznati šest osnovnih vaspitnih stilova. Promoviše Optimalno vaspitanje koje je zasnovano na formuli ljubav + disciplina, a čije osnove su date u knjizi Roditeljovanje (2017). Navodeći da su savremene pedagoške i psihološke teorije vaspitanja previše usmerene na dečja osećanja u okviru "ideologije srećnog deteta", a ne na osnovu rezultata istraživanja, i da su stvorile "sindrom nemoćnog roditelja", Milivojević je u nekoliko navrata pokrenuo javne kampanje kako država ne bi roditeljima oduzela pravo da vlastito dete "pljusnu po guzi" u onim retkim situacijama kada procene da je to potrebno.

### Ljubav, zaljubljenost i emocionalne veze
Milivojević se neprestano bavi ljubavnim odnosima, o čemu je napisao nekoliko knjiga. Insistira da je potrebno razlučiti ljubav od zaljubljivanja, jer smo kolektivno pomešali ova dva osećanja, što ima veoma negativne posledice. Takođe se zalaže da treba razdvojiti ljubav od predstave o ljubavi ili o vezi. Na osnovu ove teorije razvio je posebnu vrstu terapije parova.

## Dela

### Knjige
- Psihoterapija i razumevanje emocija, Prometej, Novi Sad, 1993.
- Formule ljubavi – kako ne upropastiti sopstveni život tražeći pravu ljubav, Prometej, Novi Sad, 1995; Psihopolis, Novi Sad, 2007.
- Emocije: psihoterapija i razumevanje emocija, Prometej, Novi Sad, 1999; Psihopolis, Novi Sad, 2007.
- Igre koje igraju narkomani: transakciona analiza problematičnog uzimanja droga, Psihopolis, Novi Sad, 2007.
- Uloviti ljubav, Psihopolis, Novi Sad, 2011.
- Psihologike svakodnevnog života, Psihopolis, Novi Sad, 2014.
- Psihologički spisi, Psihopolis, Novi Sad, 2017.
- Roditeljovanje, Psihopolis, Novi Sad, 2017.
- Mala knjiga za velike roditelje, sa koautorima: Katja Bilban, Vida Kokelj, Miša Kramberger, Tjaša Steiner i Borut Kožuh, Psihopolis, Novi Sad, 2007.
- Koautor je u knizi Lea Bormansa Svetska knjiga o ljubavi, Psihopolis, Novi Sad, 2014. u kojoj je njegov tekst Naše formule ljubavi. Ova knjiga je zbornik koja je okupila preko stotinu stručnjaka za ljubav i veze iz celoga sveta.
- Koautor je u dvotomnogm specijalističkom udžbeniku Psihijatrija  Dušana Kecmanovića (1989, Medicinska knjiga, Beograd, Zagreb) u kojem je pisao poglavlje Konceptualni modeli u psihijatriji.
- Koautor je u udžbenicima koje je uredio Ljubomira Erić: Psihoterapija  (1999, 2003, 2006), Seksualne disfunkcije  (2005) i Psihodinamička psihijatrija (2009)

### Slovenačka izdanja
- Formule ljubezni (Mladinska knjiga, 2009)
- Emocije –  Psihoterapija i razumevanje čustev (Psihopolis institut, 2008)
- Uloviti ljubezen (Mladinska knjiga, 2013)
- Igre ki jih igrajo narkomani (Modrijan, 2013)

### Hrvatska izdanja
- Formule ljubavi  (Mozaik knjiga, Zagreb, 2009)
- Mala knjiga za velike roditelje (Znanje, Zagreb, 2009)
- Ulovimo ljubav (Mozaik knjiga, Zagreb, 2009)
- Emocije (Mozaik knjiga, Zagreb, 2009)
- koautor je u udžbeniku Psihoterapijski pravc, urednica Dragice Kozarić Kovačić i Tanje Frančišković (Medicinska naklada, Zagreb, 2014)

## Spoljašnje veze
- dr Zoran Milivojević Pisac, Aktivista, Psihoterapeut
- dr Zoran Milivojević
- Аутор: Зоран Миливојевић - Сви чланци - Политика